# أبو الإسحاق (مقاطعة دليجان)
أبو الإسحاق (بالفارسية: ابوالسحق) هي مستوطنة تقع في قسم دو دهك الريفي (مقاطعة دليجان) في إيران.